# Schizomus peteloti
Espèce
Synonymes
- Trithyreus peteloti Remy, 1946

Schizomus peteloti est une espèce de schizomides de la famille des Hubbardiidae.

## Distribution
Cette espèce est endémique du Viêt Nam,. Elle se rencontre sur le Núi Lang Bian.

## Publication originale
- Remy, 1946 : Description d'un Tartaride nouveau d'Indochine. Bulletin de la Société Entomologique de France, vol. 51, no 2, p. 19-21.